# François Vautier

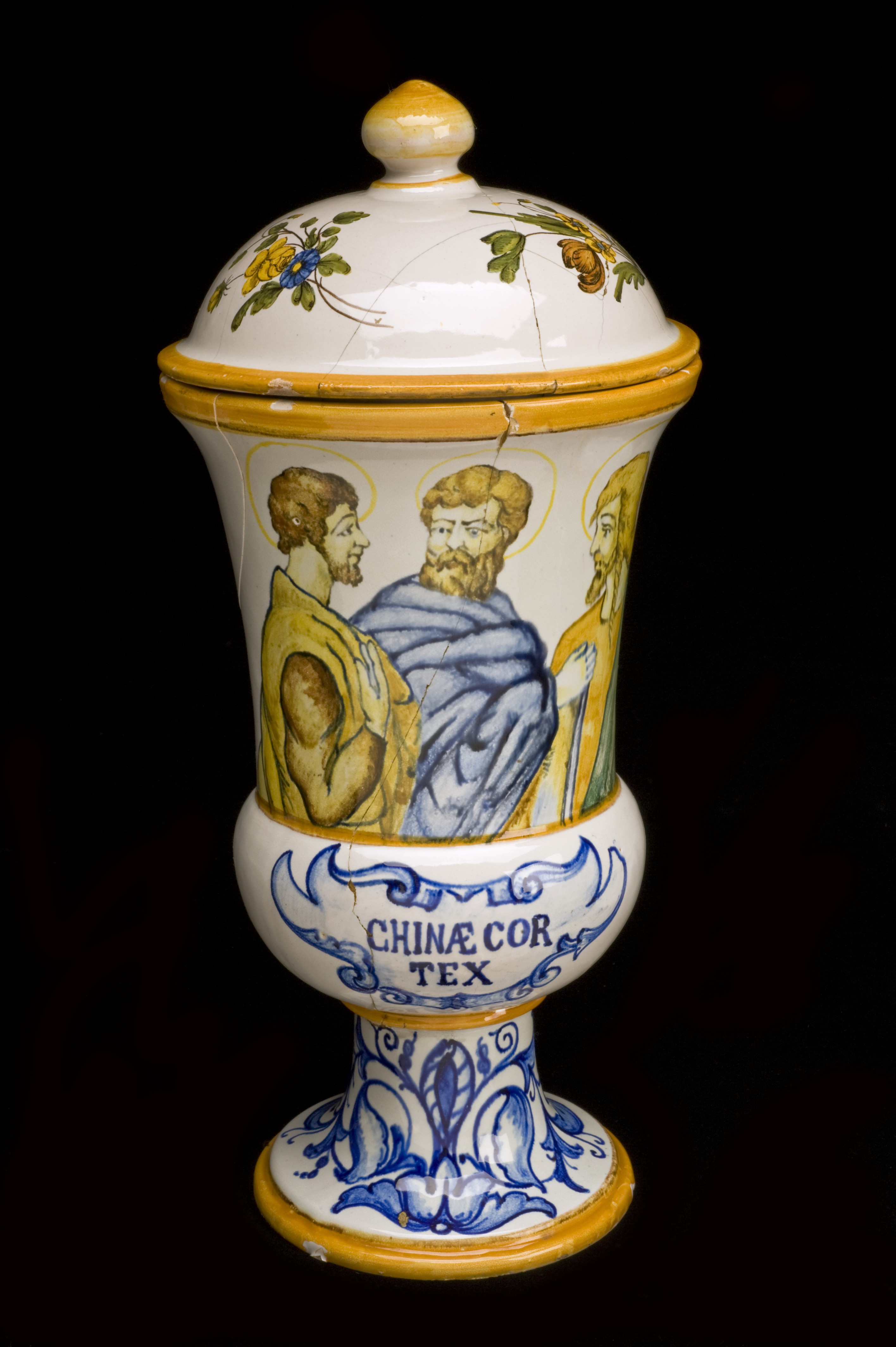
Pot om quinquina te bewaren. Dit werd populair bij de Zonnekoning na Vautiers tijd (zie Guy-Crescent Fagon)

François Vautier (Arles, 1589 – Parijs, 4 juli 1652) was een Frans medicus en botanicus. Hij was lijfarts van koningin Maria de' Medici. Nadien was hij de Eerste arts voor de Zonnekoning, een ambt dat hij bekleedde van 1646 tot zijn dood in 1652.

## Levensloop

### Faculteit Montpellier
Vautier groeide op in Arles. Hij studeerde voor arts aan de universiteit van Montpellier. In 1612 behaalde hij het doctoraat in de medicijnen. In onduidelijke omstandigheden bood hij zich aan aan het Franse hof en werd hij benoemd tot lijfarts van koningin-moeder Maria de' Medici (1624). De invloed die Vautier kreeg op de koningin-moeder stond koning Lodewijk XIII niet aan. Met tegenzin had hij zijn moeder uit ballingschap laten terugkeren in Parijs; Maria de' Medici geraakte thans in de ban van die arts uit Arles. 

### Arts-gevangene
Op aansturen van kardinaal de Richelieu liet Lodewijk XIII Vautier arresteren (1631). Vautier zat opgesloten in de gevangenis van Senlis. Toen Maria de' Medici niet gehoorzaamde aan de koning, liet deze laatste Vautier overbrengen naar de streng bewaakte gevangenis Bastille. Maria de' Medici smeekte om haar arts vrij te laten. Ze vluchtte naar Vlaanderen, in de Spaanse Nederlanden; daar had ze veertig dagen koorts, doch Lodewijk XIII liet Vautier niet vrij. Vautier wilde geen medisch advies geven vanuit de Bastille vooraleer hij de koningin-moeder ontmoet had. 
Twaalf jaar bleef Vautier in de Bastille, tot de dood van kardinaal de Richelieu (1642).

### Eerste arts van het koninkrijk
Eenmaal vrijgelaten keerde hij terug aan het hof. In 1643 besteeg Lodewijk XIV, de Zonnekoning, de troon. De Eerste arts van het koninkrijk was Jacques Cousinot van 1643 tot 1646; deze was de zoon van Jacques Cousinot senior, decaan van de faculteit geneeskunde van Parijs. Na de dood van Cousinot junior, benoemde de Zonnekoning Vautier tot Eerste arts. Hiermee kwam iemand van de faculteit Geneeskunde van Montpellier terecht in het hoogste medische ambt van Frankrijk. Het gaf Vautier niet alleen het voorrecht om tot de cirkel van intimi van de Zonnekoning te behoren. Hij beheerde ook de plantentuin van de koning en de organisatie van het medisch beroep in Parijs en daarbuiten. Een titel van graaf hoorde er ook bij.
Een jaar na zijn aanstelling deed Vautier aderlatingen bij de Zonnekoning voor nierstenen, alsook bij de koningin voor hoge koortsen (1647). Die liepen goed af. Doch artsen van de faculteit Geneeskunde in Parijs begonnen tegen Vautier te complotteren. In Montpellier leerden artsen braakverwekkende brouwsels te maken, genoemd emetica. Dit was op basis van antimoon, laudanum of het nog weinig gekende quinquina, een drank getrokken uit kinine-bevattend schors uit Peru. Vautier hield zich ook bezig met de kruidentuin in Versailles. Artsen in Parijs waren ontzet over het gebruik van deze brouwsels “uit Montpellier”. Gui Patin uit Parijs noemde Vautier de slechtste arts in heel Frankrijk. Daarom nam Vautier bij zijn medische bezoeken aan de koninklijke slaapkamers meer en meer collega’s mee om hun advies te horen. Zo vroeg hij Guénault en Antoine Vallot (1594-1671) mee. Deze laatste was ook afkomstig uit Arles. Vallot werkte zich op aan het koninklijk hof en schreef de medische bulletins over de Zonnekoning, in plaats van Vautier.
In 1649 werd het gestook tegen Vautier te groot. De Zonnekoning en zijn broer Filips bedankten Vautier voor bewezen diensten. De 60-jarige Vautier was ongehuwd en de Zonnekoning vond het tijd om hem tot abt te maken van de abdij van Saint-Taurin in Évreux. Vautier werd titulair abt van de benedictijnen en ontving prebenden, en dus inkomsten uit de abdij. Hij bleef in functie als Eerste arts tot hij stierf in 1652. Zijn directe medewerker en stadsgenoot Antoine Vallot werd de nieuwe Eerste arts van de koning (1652).
- Bibliothèque nationale de France: cb15898652x (data)
- Gemeinsame Normdatei: 1055600914
- International Standard Name Identifier: 0000 0003 6247 0983
- Library of Congress Control Number: n2002136038
- Nederlandse Thesaurus van Auteursnamen: 071060987
- Système universitaire de documentation: 199595720
- Virtual International Authority File: 224772436
- WorldCat: E39PBJmtDygmP878gfMHrJhGpP